# Gonioscelis cuthbertsoni
Gonioscelis cuthbertsoni är en tvåvingeart som beskrevs av Jason Gilbert Hayden Londt 2004. Gonioscelis cuthbertsoni ingår i släktet Gonioscelis och familjen rovflugor.
Artens utbredningsområde är Zimbabwe. Inga underarter finns listade i Catalogue of Life.